# 八女市

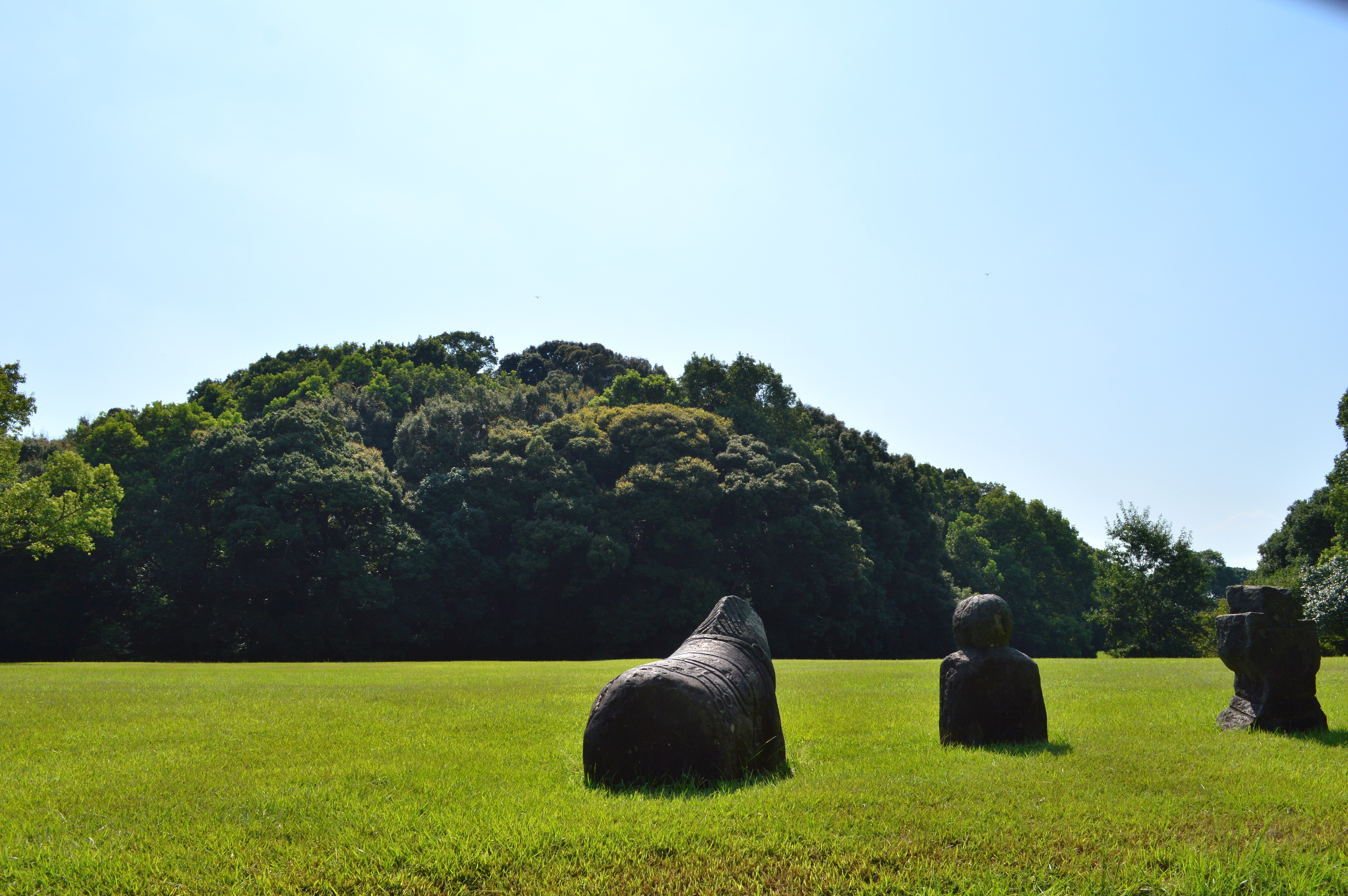
岩戶山古墳

八女市（日语：／ Yame shi */?）是位于福岡縣西南部的城市，屬筑後經濟圈。
2010年2月1日與相鄰的黑木町、立花町、星野村、矢部村合併，成為福岡縣內面積僅次於北九州市的第二大行政區。

## 人口
| 八女市人口分布圖 |                                               |  |
| 八女市與日本全國年齡別人口分布比較圖 （2005年資料） | 八女市的年齡、男女別人口分布圖 （2005年資料） |  |
| ■紫色是八女市 ■綠色是全国 | ■藍色是男性 ■紅色是女性                       |  |
| 八女市人口變化 \| 1970年 \| 88,888人 \| \| \| 1975年 \| 85,736人 \| \| \| 1980年 \| 85,078人 \| \| \| 1985年 \| 84,556人 \| \| \| 1990年 \| 81,895人 \| \| \| 1995年 \| 79,492人 \| \| \| 2000年 \| 76,689人 \| \| \| 2005年 \| 73,262人 \| \| \| 2010年 \| 69,057人 \| \| \| 2015年 \| 64,408人 \| \| \| 2020年 \| 60,608人 \| \| |                                               |  |
| 資料來源：日本總務省統計中心提供之人口普查數據 |                                               |  |
| 1970年 | 88,888人                                      |  |
| 1975年 | 85,736人                                      |  |
| 1980年 | 85,078人                                      |  |
| 1985年 | 84,556人                                      |  |
| 1990年 | 81,895人                                      |  |
| 1995年 | 79,492人                                      |  |
| 2000年 | 76,689人                                      |  |
| 2005年 | 73,262人                                      |  |
| 2010年 | 69,057人                                      |  |
| 2015年 | 64,408人                                      |  |
| 2020年 | 60,608人                                      |  |

## 歷史

### 年表
- 1889年4月1日：實施町村制，現在的轄區在當時分屬：
  - 上妻郡：福島町、長峰村、三河村、八幡村、上妻村、川崎村、見村、岡山村、橫山村、北川內村、黑木町、笠原村、木屋村、串毛村、豐岡村、大淵村、光友村、北山村、白木村、邊春村、矢部村。
  - 生葉郡：星野村
- 1896年4月1日：上妻郡、下妻郡與生葉郡的星野村合併為八女郡。
- 1948年7月1日：橫山村的部分地區被併入北川內村。
- 1951年4月1日：福島町、長峰村、三河村、八幡村、上妻村合併為新設置的福島町。[2]
- 1953年10月1日：北川內改制為北川內町。
- 1954年4月1日：黑木町、笠原村、木屋村、串毛村、豐岡村合併為新設置的黑木町。
- 1955年4月1日：光友村、北山村、白木村、邊春村合併為立花町。
- 1957年3月31日：大淵村被併入黑木町。
- 1958年3月31日：北川內町和横山村合併為上陽町。
- 1954年4月1日：川崎村、忠見村和岡山村的部分地區併入福島町，同時改制為市，由於在福島縣已有福島市，故改名為八女市。原曾考慮使用「筑後福島市」之名稱，但相鄰的城鎮也在同一時間改制為筑後市，考量之後決定使用「八女市」。
- 2006年10月1日：上陽町被併入八女市。
- 2010年2月1日：黑木町、立花町、星野村、矢部村併入八女市。

## 交通

### 道路
高速道路
- 九州自動車道：八女交流道

## 觀光資源
- 岩戶山古墳
- 茶臼塚古墳
- 丸山塚古墳
- 丸山古墳
- 童男山古墳
- 城山公園（猫尾城遺跡）
- 津江神社

## 教育

### 高等學校
- 福岡縣立福島高等學校
- 福岡縣立八女農業高等學校
- 福岡縣立黑木高等學校
- 八女學院中學校、高等學校
- 西日本短期大學附屬高等學校

## 八女市出身之名人
- 江田康幸：日本眾議院議員
- 杉本章子：直木賞作家
- 小島直記：作家
- 中薗英助：作家
- 坂本繁二郎：西洋畫家
- 龍源齊大峰：書法家
- 堀江貴文：活力门前社長
- 川口憲史：職業棒球選手
- 田中佑昌：足球選手
- 高橋大輔：足球選手
- 石橋忍月：藝文評論家
- 黑木瞳：女演員、前寶塚歌劇團月組主演娘役
- 安部龍太郎：小説家
- 五木寛之：直木賞作家
- 田崎廣助：西洋畫家，曾獲得日本文化勳章

## 外部連結
- （日語） 八女市觀光協會（页面存档备份，存于）
- （日語） 八女傳統工藝館（页面存档备份，存于）